# Jean-François Paillard
Jean-François Paillard (Vitry-le-François, 12 aprile 1928 – Carpentras, 15 aprile 2013) è stato un direttore d'orchestra francese.

## Biografia
Si è formato musicalmente al Conservatoire de Paris e al Mozarteum di Salisburgo.
Ha fondato nel 1953 l'Ensemble Instrumental Jean-Marie Leclair (ispirato al nome dell'omonimo compositore) che venne poi trasformato, nel 1959, nell'Orchestra da Camera Jean-François Paillard. 
L'orchestra si è dedicata all'esecuzione del repertorio barocco effettuando numerose tournée in Europa, Stati Uniti e Giappone. Nel corso della sua attività ha collaborato con i più importanti strumentisti fra i quali si ricordano Maurice André, Jean-Pierre Rampal, Gérard Jarry, Lily Laskine, Pierre Pierlot e diversi altri. 
Jean-François Paillard è stato anche invitato a dirigere altre importanti orchestre.

## Discografia
La maggior parte delle sue incisioni discografiche sono apparse sotto l'etichetta francese Erato e raggiungono la notevole cifra di oltre 300 incisioni diverse delle quali ben 29 sono state premiate con il Grand Prix du Disque. Queste registrazioni hanno consentito, a partire dagli anni sessanta del XX secolo, di scoprire i capolavori della musica barocca come la Musica sull'acqua di Georg Friedrich Händel, i concerti per tre e quattro clavicembali di Johann Sebastian Bach e le più importanti opere di compositori francesi del XVII e XVIII secolo. 